# Yanelis Labrada
Yanelis Yuliet Labrada Díaz (* 8. Oktober 1981 in Manzanillo) ist eine ehemalige kubanische Taekwondoin.

## Karriere
Yanelis Labrada wurde 1998 in Lima in der Gewichtsklasse bis 43 Kilogramm Panamerikameisterin. Bei Panamerikanischen Spielen gewann sie in der Gewichtsklasse bis 49 Kilogramm zunächst 1999 in Winnipeg Bronze, ehe ihr 2003 in Santo Domingo der Gewinn der Goldmedaille gelang. Ebenfalls 2003 erreichte sie in Garmisch-Partenkirchen in der Gewichtsklasse bis 51 Kilogramm den Finalkampf der Weltmeisterschaften, in dem sie Lee Ji-hye unterlag. Im Jahr darauf nahm sie an den Olympischen Spielen in Athen teil, bei denen sie nach zwei Siegen das Finale erreichte. Sie verlor es gegen Chen Shih-hsin mit 4:5 und erhielt somit die Silbermedaille.